# ۲۵ تیر
۲۵ تیر صد و هجدهمین روز سال در گاه‌شماری خورشیدی است. تا پایان آن ۲۴۷ روز (۲۴۸ روز در سال‌های کبیسه) باقی‌است.

## رویدادها
- ۱۲۸۸ - پایان استبداد صغیر و پایان فتح تهران
- ۱۲۸۸ - آغاز سلطنت احمدشاه
- ۱۳۲۶ - افتتاحیه و شروع به کار دوره پانزدهم مجلس شورای ملی و تعیین رضا حکمت به ریاست موقت آن
- ۱۳۲۹ - قهرمانی اروگوئه در جام جهانی ۱۹۵۰
- ۱۳۳۱ - استعفای محمد مصدق از نخست وزیری و انتخاب احمد قوام به این مقام توسط محمدرضا شاه
- ۱۳۶۷ - شکست حملات ارتش عراق در سومار
- ۱۳۶۹ - ارسال نامه سوم صدام حسین به رئیس جمهور ایران پس از پایان جنگ
- ۱۳۸۶ - رقابت ۲۵ تیر ۱۳۸۶ تیم ملی فوتبال ایران با تیم ملی فوتبال چین در جام ملت‌های آسیا ۲۰۰۷
- ۱۳۹۹ - سیل ۱۳۹۹ شمال ایران

## زادروزها
- ۱۲۱۰ - ناصرالدین‌شاه، پادشاه ایران قاجار (د. ۱۲۷۵)
- ۱۳۱۲ - داوود رشیدی، بازیگر ایرانی
- ۱۳۳۳ - حسین سحرخیز، بازیگر و کارگردان ایرانی
- ۱۳۴۶ - مهرداد آسمانی، خواننده و آهنگساز ایرانی
- ۱۳۴۶ - ابوالقاسم صلواتی، قاضی دادگاه انقلاب
- ۱۳۶۵ - آیدا رستمی، پزشک عمومی بیمارستان چمران تهران و از کشته شدگان خیزش ۱۴۰۱ ایران
- ۱۳۷۴ - فاطمه عادلی، بازیکن تیم ملی فوتبال زنان ایران
- ۱۳۸۲ - مهسا موگویی، از کشته شدگان خیزش ۱۴۰۱ ایران

## درگذشت‌ها
- ۱۲۸۹ - سید عبدالله بهبهانی، یکی از رهبران جنبش مشروطه ایران
- ۱۳۷۸ - حمید نطقی، نویسنده و شاعر
- ۱۳۸۵ - علیرضا شاپور شهبازی، باستان شناس
- ۱۳۸۸ - اسماعیل فصیح، نویسنده ایرانی
- ۱۳۹۸ - طاهر یارویسی، نوازنده تنبور
- ۱۳۹۹ - ابوالقاسم سرحدی‌زاده، سه دوره نماینده مجلس شورای اسلامی
- ۱۴۰۰ - حمیدرضا صدر، نویسنده
- ۱۴۰۱ - اسماعیل شنگله، بازیگر
- ۱۴۰۴ - غلامحسین غیب‌پرور، فرمانده نظامی

## مناسبت‌ها
- آغاز هفته بهزیستی
- روز بهزیستی و تأمین اجتماعی